# Holderness, New Hampshire
Holderness är en kommun (town) i Grafton County, New Hampshire, USA med cirka 2 108 invånare (2010). Den har enligt United States Census Bureau en area på 93,0 km².